# Weiserfläche

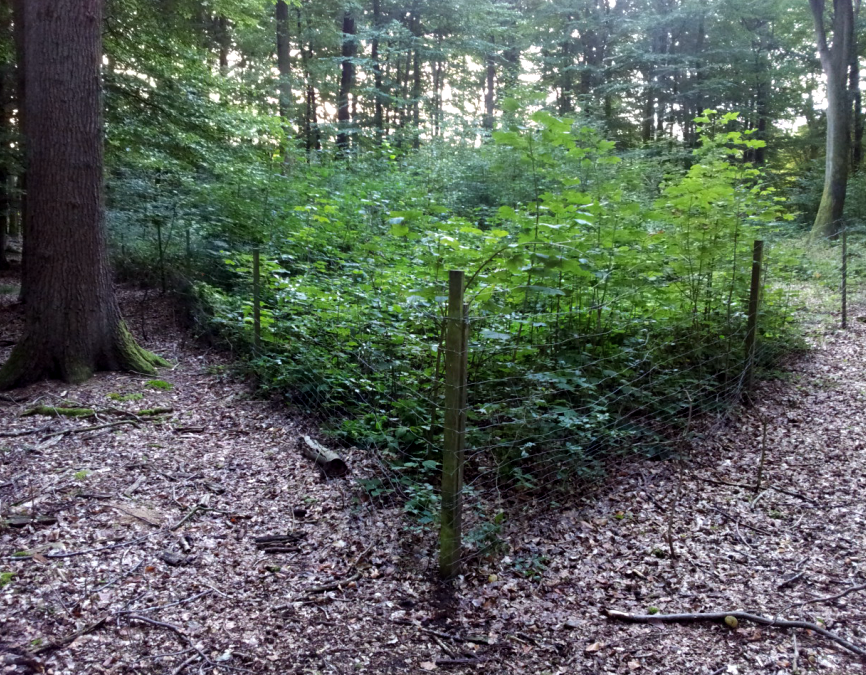
Weiserfläche – man beachte das Fehlen von Verjüngung außerhalb

Eine Weiserfläche ist eine in der Forstwissenschaft und Forstwirtschaft verwendete wilddicht umzäunte Fläche, die durch den Vergleich mit dem nicht gezäunten Bereich außerhalb eine Beurteilung des Einflusses des Wildes auf die Naturverjüngung des Waldes erlaubt. Die indirekte Anzeige der örtlichen Wilddichte dient einer entsprechenden Anpassung der Jagd. In Mitteleuropa betrifft dies vor allem Rehe, aber auch die Wildarten Rot-, Dam- und Sikahirsch sowie Gämse und Mufflon.
Die Umzäunung wird Weisergatter oder Weiserzaun oder Kontrollzaun genannt. Mit Weisergatter kann auch die ganze Anlage gemeint sein.
Weiserflächen gelten, wegen der unmittelbar ersichtlichen Unterschiede zwischen den Vergleichsflächen, als äußerst anschauliches Mittel, um auch einem Publikum ohne tieferes forstliches Fachwissen den Einfluss von Wildtieren auf Waldvegetation zu verdeutlichen.
Sie sind in der Regel etwa 6 × 6 bis 15 × 15 Meter groß. Außer dem Einfluss des Wildbestandes zeigen die Flächen auch das Wuchspotential des Bodens für die Waldbildung durch vegetative Vermehrung und angeflogene oder aufgeschlagene Saat. Schließlich sind sie von größeren Wildschutzzäunen zu unterscheiden, die der Waldpflege dienen, indem sie Wildschäden vermeiden und den Anwuchs einer Pflanzung oder eine Naturverjüngung ermöglichen.

## Einzelnachweis
1. ↑  
Heiko Ullrich, Sven Martens: Weiserflächen machen den Wildeinfluss auf die Waldverjüngung sichtbar. In: waldwissen.net. 9. Dezember 2016, archiviert vom Original (nicht mehr online verfügbar) am 10. Dezember 2018; abgerufen am 10. Dezember 2018.